# ФФЛ Гумерсбах
„ФФЛ Гумерсбах“ е клубен отбор по хандбал от Кьолн, Германия.
Състезава в германската Първа лига по хандбал и в турнира за купата на страната. Той е сред най-успешните хандбални клубове в Германия.
- Държавно първенство на Германия: 1996, 1967, 1969, 1973, 1974, 1975, 1976, 1982, 1983, 1985, 1988, 1991.
- Национална купа на Германия: 5 – 1978, 1979, 1982, 1983, 1985.
- EHF Шампионска лига: 5 – 1967, 1970, 1971, 1974, 1983.
- EHF Шампионска лига финалисти: 1 – 1972.
- EHF Cup Winner's Cup: 2 – 1978, 1979.
- EHF купа: 2 – 1982, 2009.
- Европейски клубен шампионат: 2 – 1979, 1983.
- Европейски клубен шампионат финалисти: 1 – 2006.